# Justus Tal
Justus Tal (Arnhem, 10 december 1881 - Amsterdam, 9 december 1954) was een Nederlandse opperrabbijn.

## Leven en werk

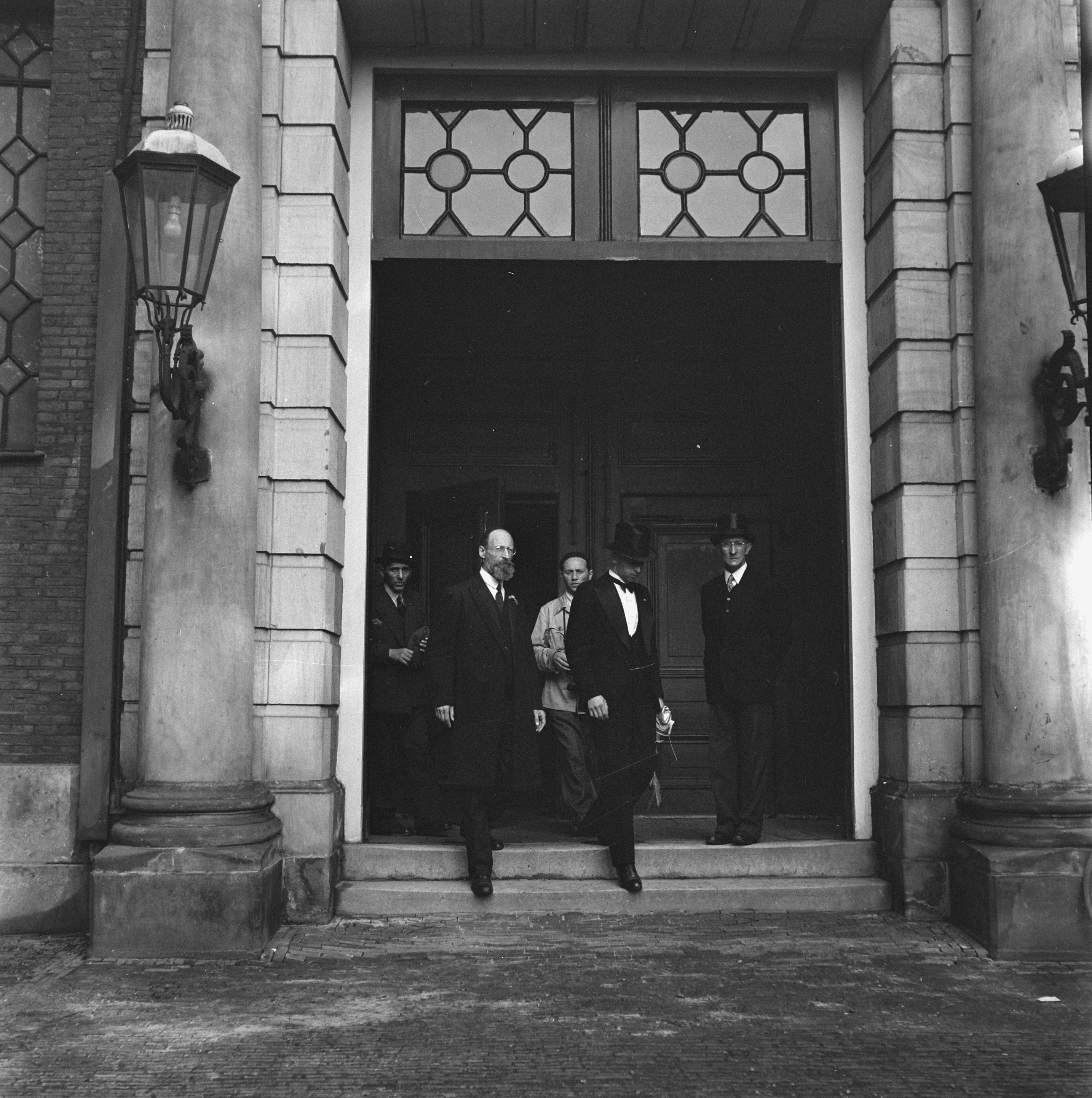
Justus Tal verlaat de Portugese synagoge (14 februari 1946)

Tal was een zoon van Tobias Tal, opperrabbijn van Gelderland en daarna van Den Haag, en van Karolina Wormser. In 1917 trouwde hij met Angela Abrahams, uit dit huwelijk werd een zoon geboren.
Tal studeerde in Amsterdam aan het Nederlands Israëlietisch Seminarium onder Joseph Hirsch Dünner en de Universiteit van Amsterdam. Hij deed in 1909 zijn kandidaatsexamen in de klassieke taal-en letterkunde aan de universiteit. In 1911 sloot hij zijn studie aan het Seminarium af en verkreeg hij de moré-titel. Van 1915 tot 1918 gaf hij les in de klassieke talen aan het gemeentelijk gymnasium.
In 1918 werd Tal aangesteld tot opperrabbijn van de ressorten Utrecht en Drenthe. Bij zijn installatie waren onder anderen aanwezig burgemeester Fockema Andreae en commissaris van de Koningin Graaf Van Lynden van Sandenburg. Hij was in 1924 een van de initiatiefnemers van het Joods weekblad De Vrijdagavond en enige tijd redacteur.
In 1935 werd hij in Drenthe opgevolgd door Abraham Salomon Levisson. Tal publiceerde tal van boeken en brochures, enerzijds om de joden nauwer bij hun religie te betrekken (hij was tegenstander van het zionisme), anderzijds om de niet-joden over het jodendom te informeren en vooroordelen te bestrijden. In 1921 had hoogleraar Gerard Bolland in een academische les de ondergang van de westerse beschaving aangekondigd, hij zag het 'internationale jodendom' als een van de aanstichters. Tal publiceerde een open brief waarin hij de antisemitische aantijgingen bestreed en aantoonde dat Bolland zijn beweringen had overgenomen van de antisemitische schrijvers Theodor Fritsch en August Rohling.
Tal overleefde de Tweede Wereldoorlog door onder te duiken bij de Amsterdamse hoogleraar semitische talen Cornelis van Gelderen. Hij trad toe tot het opperrabbinaat van Amsterdam en sprak in mei 1945 in de Portugese synagoge de joden die de oorlog hadden overleefd toe. Na vanaf kort na de bevrijding waarnemend opperrabbijn te zijn geweest werd hij in 1951 tot opperrabbijn van Amsterdam benoemd. Tot zijn overlijden was hij voorzitter van het Opperrabbinaat voor Nederland. Hij werd in 1946 benoemd tot Ridder in de Orde van de Nederlandse Leeuw.
Tal overleed een dag voor zijn 73e verjaardag. Hij werd begraven op de Joodse begraafplaats in Muiderberg.

## Publicaties (selectie)
- 1917 Jood en jodendom in Christen-omgeving. Rotterdam: W.L. & J. Brusse
- 1921 Open brief aan prof. G.J.P.J. Bolland, hoogleraar te Leiden. Amsterdam: Becht